# Sterehușce, Rozdolne
Sterehușce (în ucraineană Стерегуще) este un sat în comuna Slavne din raionul Rozdolne, Republica Autonomă Crimeea, Ucraina.

## Demografie
Componența lingvistică a localității Sterehușce
     Rusă (77,13%)
     Ucraineană (14,35%)
     Tătară crimeeană (8,07%)
Conform recensământului din 2001, majoritatea populației localității Sterehușce era vorbitoare de rusă (77,13%), existând în minoritate și vorbitori de ucraineană (14,35%) și tătară crimeeană (8,07%).